# تیهو
تیهو (نام علمی: Ammoperdix griseogularis) نوعی کبک از راستهٔ ماکیان‌سانان و تیرهٔ قرقاولان است. زیستگاه این پرنده از جنوب شرقی ترکیه، سوریه و عراق در غرب تا پاکستان و ایران در شرق و غرب کشور امتداد می‌یابد.
زیستگاهش در دامنه کوه‌ها و تپه‌های پر شیب و فراز کوهستانی باز و سنگلاخ و اطراف چشمه‌ها و در پشته‌های کوه زیر و دره‌ها و شیب و فراز کوه‌ها دیده می‌شود، و در میان بوته‌ها و صخره لانه می‌سازد.
مشخصات ۳۵ سانتی‌متر پرنده‌ای با سطح پشتی خاکستری، گلویی نخودی‌رنگ، با نوار حاشیه‌ای پهن و سیاه با راه‌راه عرضی و خیلی واضح پهلوها مشخص می‌شوند. منقار و پاهایش سرخ رنگ است.
رنگ خرمایی شاه پرهای کناری دُمَش در پرواز نمایان می‌گردد. معمولاً جفت جفت یا به صورت دسته‌های کوچک دیده می‌شوند. اما در زمستان به صورت گله‌های بزرگ هستند
هنگام خطر کمتر پرواز می‌کند و بیشتر به سوی سربالایی کوهستان می‌رود تا خود را از خطر دور سازد. در بهار و تابستان پرنده‌ای پر صدا است. و همچنین از اول پاییز بمانند کبک دسته‌های بزرگتری از آنان را می‌توان در طبیعت مشاهده نمود. ∗

## جفت‌گیری و تخم‌گذاری
این پرنده در فصل جفت‌گیری و تخم‌گذاری همیشه کنار تخم خود باقی مانده و از آن‌ها مراقبت کرده این پرنده حدود ۱۰ الی ۱۲ عدد تخم می‌گذارد. از نکات قابل توجه برای این پرنده که او را از سایر پرنده‌ها مشخص‌تر جلوه می‌دهد، قهر کردن این پرنده است که اگر شخصی به تخم‌های این پرنده دست زند، او از تخم‌ها سر باز می‌زند.
وقتی جوجه‌های تیهو سر از تخم درمی‌آورند سریعاً لانه را ترک می‌کنند.